# سول‌پیوتر
سول‌پیوتر (به انگلیسی: Suleputer)، نام یک نشان تجاری در حوزه ضبط و انتشار موسیقی‌ بازی‌های رایانه‌ای است. این نشان متعلق به شرکت ژاپنی کپ‌کام است. نام این نشان به همراه نام شرکت کپ‌کام از یک عبارت برگرفته شده‌است. "(CAP)(SULE) (COM)(PUTER)(S)" (کپ)(سول) (کام)(پوتر). که نشان‌دهنده دو شرکت  از یک ریشه‌است.

## آثار
- موسیقی متن سری بازی‌های رزیدنت ایول